# Pepperdine Waves

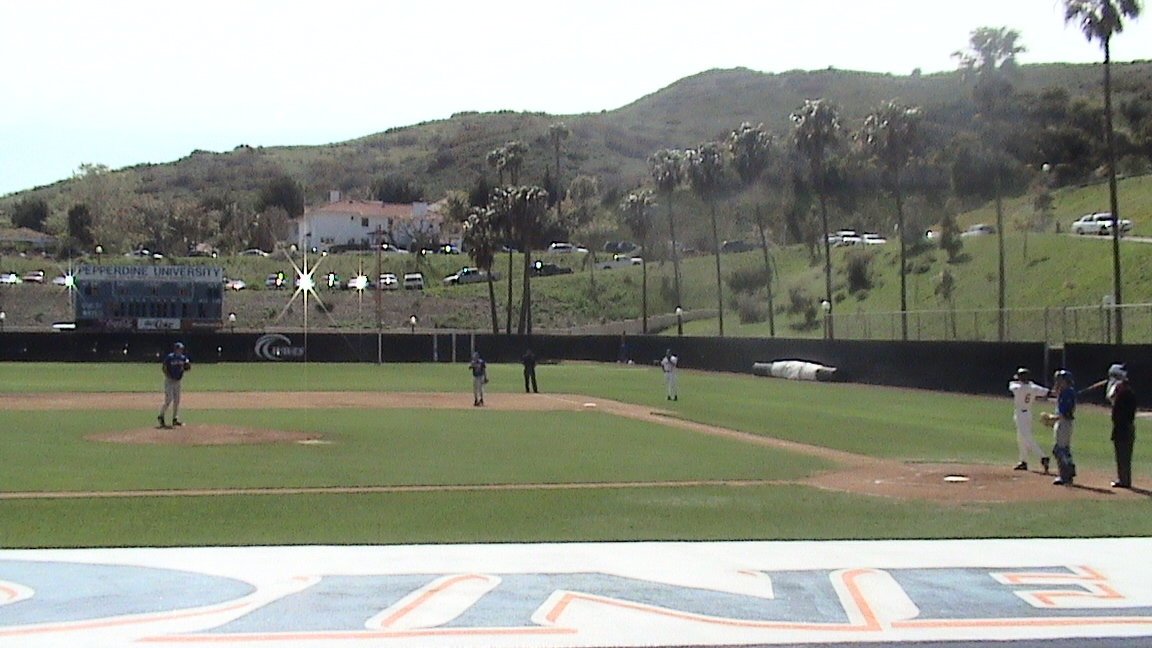
Eddy D Field Stadium

Pepperdine Waves (español: Olas de Pepperdine), es el equipo deportivo de la Universidad Pepperdine, situada en Malibu (California). Los equipos de los Waves participan en las competiciones universitarias organizadas por la NCAA, y forma parte de la West Coast Conference.

## Programa deportivo
Los Waves participan en las siguientes modalidades deportivas:
| - Masculino - Béisbol - Baloncesto - Cross - Waterpolo - Voleibol - Golf - Tenis | - Femenino - Baloncesto - Cross - Golf - Natación - Fútbol - Tenis - Atletismo - Voleibol |

### Baloncesto
Un total de 16 jugadores de los Waves han llegado a la NBA, destacando entre todos ellos el fallecido Dennis Johnson y Doug Christie.

## Campeonatos de la NCAA
Los Waves han conseguido 9 títulos nacionales de la División I de la NCAA:
- Béisbol (1992)
- Golf masculino (1997)
- Tenis masculino (2006)
- Voleibol masculino (2005, 1992, 1986, 1985, 1978)
- Waterpolo(1997)

Además, tienen también 3 títulos a nivel individual:
- Carlos DiLaura-Kelly Jones (Tenis. Dobles 1985)
- Jerome Jones-Kelly Jones (Tenis. Dobles 1984)
- Robbie Weiss (Tenis. Individuales 1988)